# ミリグラム
ミリグラム (milligram) は、質量の法定計量単位で、0.001グラム (g) である。質量の単位であるグラム(g)に10-3を表すSI接頭語のミリ（milli）を付した計量単位である。
その単位記号は、「mg」である。
- イギリス英語では milligramme と表記することがある。ただし、国際単位系国際文書の英語版では、メートルは metre と表記するが、キログラム、グラム、ミリグラムは、kilogram、gram、milligram と表記される。また、英国の計量法規においても、kilogram、gram、milligram の綴りを用いている[1]。
- 日本では、国字の 瓱 があったが、計量法上は使用することができない。
- 全角記号の ㎎ 、組文字の㍉㌘（2文字）[2]も用いられる。この組文字の使用は、計量法の規定に違反するものではない。
- 人の感覚に合わせ、水一滴あるいは砂1粒分の質量と表現されることがある。
- より正確には、3.98 °C における 1 mm3（立方ミリメートル）の水の質量が、1.000 028 mg である。
- 密度と濃度の法定計量単位の一つに、グラム毎リットル(g/L)がある。この単位にはSI接頭語を付することができるので、ミリグラム毎リットル(mg/L)も法定計量単位である。国際単位系(SI)でも同じである。
- 血液検査の生化学項目で mg/dL（ミリグラム毎デシリットル）が用いられるが、mmol/L（ミリモル毎リットル）を使っている国もある。
- 飲食物の栄養成分表示でよく見られる単位である。

## 符号位置
| 記号 | Unicode | JIS X 0213 | 文字参照          | 名称       |
| ---- | ------- | ---------- | ----------------- | ---------- |
| ㎎   | U+338E  | 1-13-51    | &#x338E; &#13198; | ミリグラム |